# Žofie Litevská

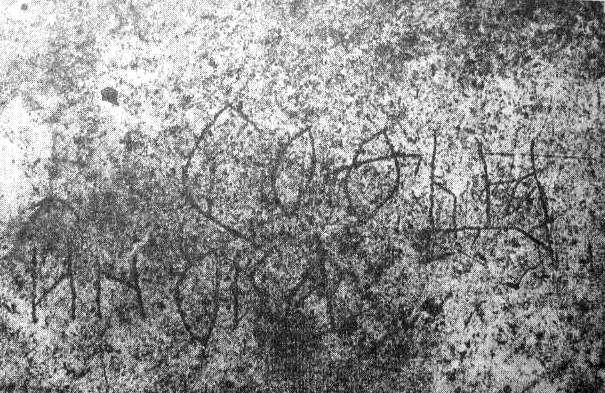
Nápis na hrobě Žofie Litevské.

Žofie Litevská (známá také jako Sofia Vitovtovna, rusky Софья Витовтовна, 1371, Trakai –1453, Moskva), byla po sňatku s ruským velkoknížetem Vasilijem I. moskevskou velkokněžnou. Do doby dosažení plnoletosti svého syna byla v letech 1425-1434 regentkou Moskevského knížectví.

## Život

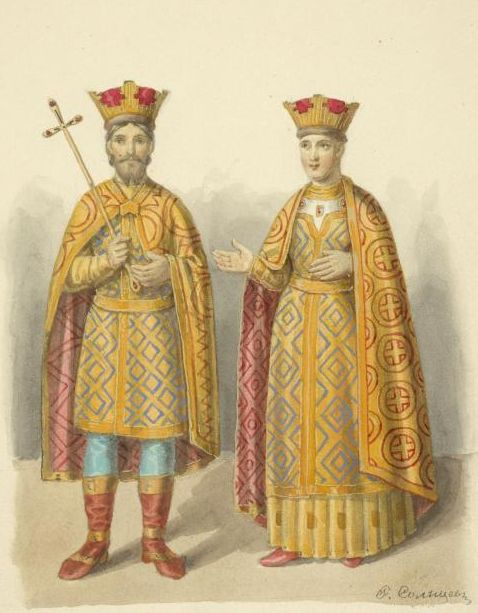
Vasilij I. a Žofie, dcera litevského knížete Vitolda
Narodila se jako jediná dcera litevského velkoknížete Vytautase Velikého a jeho první manželky Anny.
21. ledna 1391 se provdala za moskevského velkoknížete Vasilije I., spojence svého otce, který byl v té době zapojen do občanské války v Litvě.
Po Vasilijově smrti v roce 1425 se stala regentkou pro jejich desetiletého syna Vasilije II. Její otec podporoval Vasilijův nárok na trůn, který byl zpochybněn jeho strýcem Jurijem Zvenigorodským.
Žofie byla nejdéle sloužící chotí ruského panovníka. Zemřela roku 1453 v Moskvě a byla pohřbena v tamním Vozněsenském klášteře. V roce 1929 byl její sarkofág sovětskými úřady přemístěn do Archandělské katedrály. 

## Děti
Ona a Vasilij I. měli nejméně devět dětí, pět chlapců (z nichž pouze jeden se dožil dospělosti) a čtyři dívky:
- Anna Moskevská (1393 – srpen 1417), manželka Jana VIII. Palaiologa, zemřela na dýmějový mor
- Jurij Vasiljevič (30. března 1395 – 30. listopadu 1400)
- Ivan Vasiljevič (15. ledna 1396 nebo 1397 – 20. července 1417), zemřel na cestě z Kolomny do Moskvy na důsledku „morové nákazy“, pouhých šest měsíců poté, co se oženil s dcerou knížete Ivana Vladimiroviče Pronského a získal Nižnij Novgorod.
- Anastázie Vasiljevna († 1470), manželka Vladimíra Alexandra, knížete kyjevského. Její manžel byl syn kyjevského knížete Vladimíra. Jeho prarodiče z otcovy strany byli Algirdas a Marie Vitebská.
- Daniil Vasiljevič (6. prosince 1400 - květen 1402), zemřel na mor
- Vasilisa Vasiljevna, manželka Alexandra Ivanoviče "Brjuchatého", knížete suzdalského, a Alexandra Daniloviče "Vzmeteně", knížete suzdalského.
- Semjon Vasiljevič (13. ledna – 7. dubna 1405), zemřel na mor
- Marija Vasiljevna, manželka Jurije Patrikieviče. Její manžel byl synem Patrika, knížete starodubského, a jeho manželky Heleny. Jeho dědeček z otcovy strany byl Narimantas.
- Vasilij II. Moskevský (10. března 1415 – 27. března 1462)